# Unité urbaine d'Yvetot
L'unité urbaine d'Yvetot est une unité urbaine française centrée sur la commune d'Yvetot, dans le département français de Seine-Maritime en Normandie.

## Données générales
Dans le zonage réalisé par l'Insee en 2010, l'unité urbaine était composée de quatre communes.
Dans le nouveau zonage réalisé en 2020, elle est composée des quatre mêmes communes.
En 2022, avec 15 241 habitants, elle représente la 8e unité urbaine du département de la Seine-Maritime et occupe le 26e rang dans la région Normandie.
En 2019, sa densité de population s'élève à 519 hab/km2. Par sa superficie, elle ne représente que 0,5 % du territoire départemental mais, par sa population, elle regroupe 1,2 % de la population du département de la Seine-Maritime.

## Composition de l'unité urbaine en 2020
Elle est composée des quatre communes suivantes :
| Nom                       | Code Insee | Département    | Statut       | Superficie (km2) | Population (dernière pop. légale) | Densité (hab./km2) | Modifier                                    |
| ------------------------- | ---------- | -------------- | ------------ | ---------------- | --------------------------------- | ------------------ | ------------------------------------------- |
| Yvetot (ville-centre)     | 76758      | Seine-Maritime | ville-centre | 7,47             | 11 548 (2022)                     | 1 546              | modifier les données · modifier les données |
| Saint-Clair-sur-les-Monts | 76568      | Seine-Maritime | banlieue     | 4,07             | 646 (2022)                        | 159                | modifier les données · modifier les données |
| Sainte-Marie-des-Champs   | 76610      | Seine-Maritime | banlieue     | 4,11             | 1 583 (2022)                      | 385                | modifier les données · modifier les données |
| Valliquerville            | 76718      | Seine-Maritime | banlieue     | 13,39            | 1 464 (2022)                      | 109                | modifier les données · modifier les données |

## Évolution démographique
| 1968   | 1975   | 1982   | 1990   | 1999   | 2008   | 2013   | 2020   |
| ------ | ------ | ------ | ------ | ------ | ------ | ------ | ------ |
| 11 071 | 12 319 | 13 234 | 13 878 | 14 048 | 15 012 | 15 298 | 14 890 |

#### Données générales
- Unité urbaine
- Aire d'attraction d'une ville
- Aire urbaine (France)
- Liste des unités urbaines de France

#### Données démographiques en rapport avec l'unité urbaine d'Yvetot
- Aire d'attraction d'Yvetot
- Aire d'attraction de Rouen
- Arrondissement de Rouen

#### Données démographiques en rapport avec la Seine-Maritime
- Démographie de la Seine-Maritime